# Jacobus Ludovicus Conradus Schroeder van der Kolk
Jacobus Ludovicus Conradus Schroeder van der Kolk (Leeuwarden, 14 maart 1797 – Utrecht, 1 mei 1862) was hoogleraar anatomie en fysiologie aan de Hogeschool Utrecht en stond als psychiater aan de wieg van de krankzinnigenwet van 1841.

## Levensloop
Schroeder van der Kolk werd op 14 maart 1797 in Leeuwarden geboren. Zijn vader was Hendrik Willem van der Kolk, die als arts in Leeuwarden werkte en later secretaris van de grietenij Wommels was. Wilhelmina Philippina Catharina Schroeder was zijn moeder. Zij was de dochter van Lodewijk Conradus Schroeder, die hoogleraar rechten in Groningen was. Zijn beide ouders verloor hij al op jonge leeftijd. Eerst zijn moeder toen hij nog een kind was, zijn vader overleed vlak voor zijn promotie.
Schroeder van der Kolk ging op 15-jarige leeftijd geneeskunde studeren in Groningen. Hij studeerde op 17 juni 1820 af op de dissertatie Sanguinis circulantis historia cum experimentis ad eam illu strandum institutis. Na enkele maanden als praktiserend arts in Hoorn gevestigd te zijn geweest, werd hij "inwonend geneesheer" in het Buitengasthuis in Amsterdam. In 1827 werd Schroeder van der Kolk als hoogleraar in de anatomie en fysiologie benoemd aan de hogeschool in Utrecht, als opvolger van professor Bleuland. In die tijd bestond de geneeskundestudie uit waarneming aan het ziekbed (klinisch onderzoek) en het bestuderen van klassieke medische teksten. Schroeder van der Kolk benadrukte het belang van de wetenschappelijke methode in de geneeskunde sterk, waarvoor hij veel waardering oogstte. Zijn eigen onderzoek was met name anatomisch van aard, maar in 1845 ontdekte hij dat aanwezigheid van elastinevezels in sputum een belangrijke aanwijzing waren voor vernietiging van longweefsel bij tuberculosepatiënten.
Ook de behandeling van psychiatrische patiënten, in die tijd krankzinnigen genoemd, en het onderwijs in de psychiatrie werd door Schroeder van der Kolk volledig vernieuwd. In het Buitengasthuis te Amsterdam had hij al de gelegenheid om kennis te maken met de toenmalige situatie in de psychiatrische zorg en ook een van zijn eerste geschriften (1825) laat reeds interesse in deze patiënten zien. Toen hij, in 1827, in Utrecht kwam, nam hij plaats in het bestuur van het daar aanwezige krankzinnigengesticht. Zoals elders in Nederland was van een geneeskundige behandeling van krankzinnigen geen sprake. De lijders werden in 'het dolhuis' opgeborgen, uiterst gebrekkig verpleegd, niet zelden mishandeld, bij feestelijke gelegenheden voor het publiek, ter bespotting, tentoongesteld en wel als beklagenswaardig, maar niet als ziek beschouwd. Schroeder van der Kolk overtuigde zijn medebestuurders dat krankzinnigen als zieken beschouwd en behandeld moesten worden en dat dus een hervorming van het gesticht noodzakelijk was.
Na bij verschillende partijen geld geworven te hebben en met financiële ondersteuning van de provincie werd het gesticht hervormd en stond het binnen korte tijd als een vooraanstaande en succesvolle inrichting bekend. Dit leidde ertoe dat de regering aan Schroeder van der Kolk vroeg om advies te geven over de behandeling van psychiatrische patiënten in Nederland, wat uiteindelijk resulteerde in de krankzinnigenwet van 1841. Opvallend maar niet verbazingwekkend is zijn stellingname tegen straf en lichamelijk geweld. Al in een rede van 1827 laat hij daarover geen misverstanden bestaan: "Alle lichamelijke straf als slagen en wat dies meer zij moet op het strengste verboden worden, zodat het als een onherroepelijke wet moet worden aangemerkt, dat een knecht of dienstmeid, welke overtuigd wordt, een krankzinnige geslagen te hebben, ogenblikkelijk het huis moet verlaten".

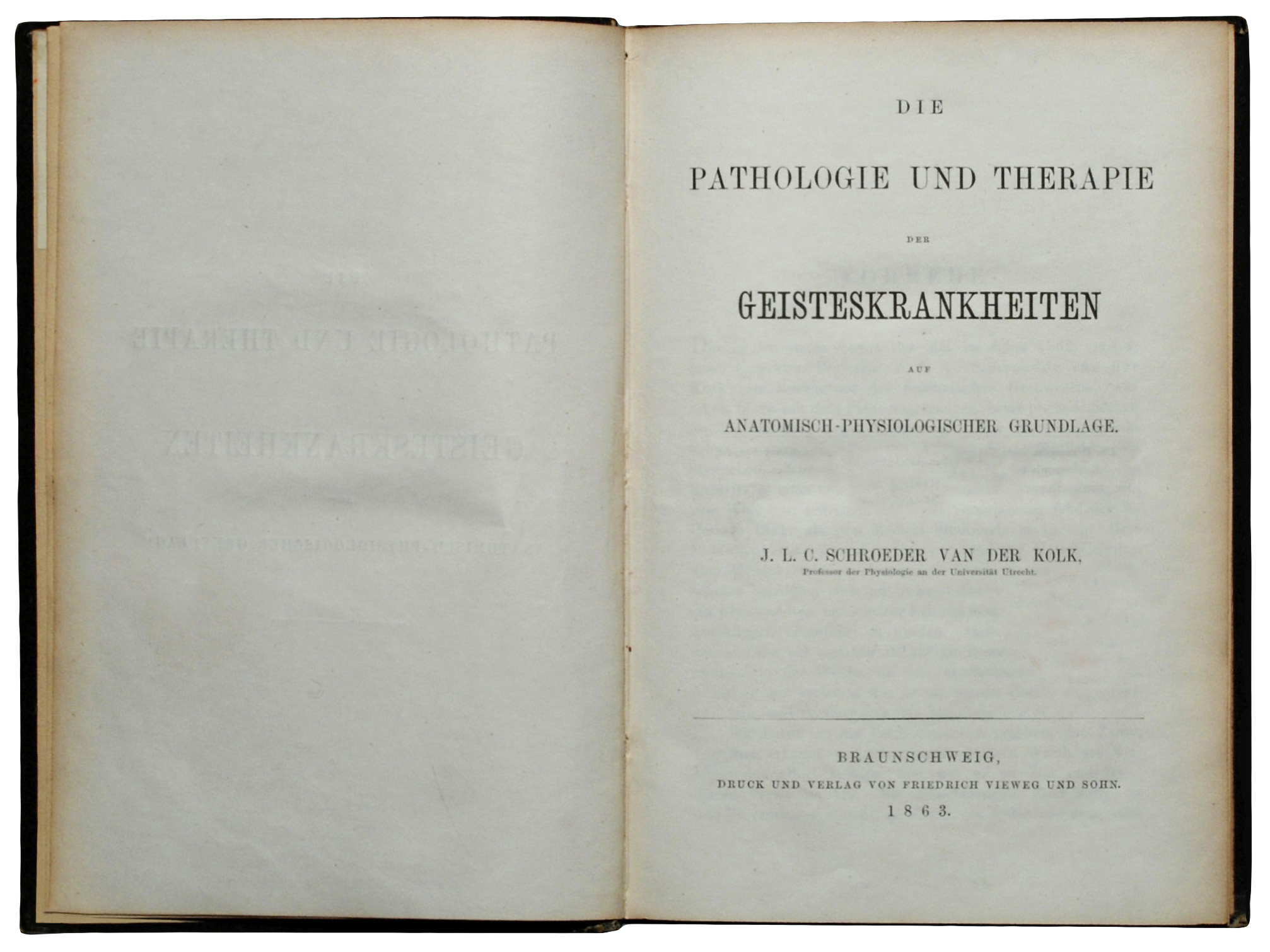
Duitstalig handboek van Schroeder van der Kolk

Behalve in de strijd voor de toestand van psychiatrische patiënten zette Schroeder van der Kolk zich ook in voor alcoholverslaafden, als lid van de Nederlandsche Vereeniging tot Afschaffing van Sterken Drank. Hij liet de wetenschappelijke wereld een veelheid aan boeken na die in hun tijd toonaangevend genoemd mochten worden. Ook over zijn psychiatrische inzichten zijn we goed geïnformeerd, omdat hij daarover een leerboek naliet, dat postuum in 1863 werd uitgegeven. Enkele van de beste kenmerken van de latere Nederlandse psychiatrie zijn er in te vinden. De oorspronkelijke Nederlandse uitgaven zijn zeer zeldzaam, maar er zijn nog enige Duitse exemplaren.
In 1830 trouwde Schroeder van der Kolk met Cornelia Templeman van der Hoeven (1809 - 17 september 1832) en in 1835 met Geertruid Elisabeth Schröder (2 augustus 1813 - 12 februari 1853), dochter van hoogleraar J.F.L. Schröder in Utrecht en Margaretha Anthonia Heemskerk. Uit beide huwelijken werden zeven kinderen geboren. Na een korte ziekte overleed hij onverwacht op 1 mei 1862. In 1865 werd op de Begraafplaats Soestbergen te Utrecht, onder grote belangstelling, een monument ter ere van zijn nagedachtenis onthuld, met een toespraak van prof. C.W. Opzoomer.